# یازاکی
یازاکی (انگلیسی: Yazaki) شرکت قطعات خودروی ژاپنی است، که در سال ۱۹۲۹ تأسیس شد.